# Maizhokunggar
Maizhokunggar, Mozhugongka (tyb. མལ་གྲོ་གུང་དཀར་རྫོང་།, Wylie: mal gro gung dkar rdzong, ZWPY: Maizhokunggar Zong; chiń. upr. 墨竹工卡县; pinyin Mòzhúgōngkǎ Xiàn) – powiat w centralnej części Tybetańskiego Regionu Autonomicznego, w prefekturze Lhasa. W 1999 roku powiat liczył 40 512 mieszkańców.